# アンギュリン
アンギュリン（英語、Angulin）は、3つの上皮細胞の間に形成されるタイトジャンクション（密着結合）であるトリセルラータイトジャンクションを構成するタンパク質の一つである。

## 構造
アンギュリンは、アンギュリン1（別名：LSR）、アンギュリン2（別名：ILDR1）、アンギュリン3（別名：ILDR2）の3つのメンバーからなり、約65 kDa（キロダルトン）の膜タンパク質である。細胞膜を1回貫通するI型膜タンパク質であり、細胞外にイムノグロブリン様ドメインを1つ持つ。長い細胞質テールのC末端にはPDZドメインと結合すると考えられるアミノ酸モチーフを持つ。

## 機能と疾患
アンギュリン1は、培養上皮細胞のトリセルラータイトジャンクションの形成とバリア機能に必要である。また、3種類のアンギュリンは、もう1つのトリセルラータイトジャンクション構成タンパク質であるトリセルリンをリクルートする役割を持つ。
アンギュリン2はヒト先天性非症候群性難聴DFNB42の原因遺伝子である。アンギュリン2ノックアウトマウスも同様に難聴の症状を呈する。これは、内耳の内リンパ腔のバリア機能の破綻によって有毛細胞が変性死したためであると考えられている。
アンギュリン1ノックアウトマウスは、脳血管内皮のバリア機能の異常のため胎生致死となる。
アンギュリン１をノックアウトしたMDCK II細胞では、三細胞間接着部位において形質膜どうしの接点が喪失していることが明らかとなっている。

## 発見の経緯
アンギュリンは2011年に神戸大学（当時）の古瀬幹夫らのグループによって報告された。